# Red de Universidades Nacionales con Carreras en Informática (UNCI)
La red UNCI se constituyó por medio de un Convenio firmado en noviembre de 1996 en la Universidad Nacional de San Luis, durante la segunda edición del Congreso Argentino de Ciencia de la Computación con la participación de 5 Universidades Nacionales (UNSL, UBA, UNLP, UNCPBA y UNS). En 1997 se incorporaron las Universidades de Comahue y Río IV y posteriormente han adherido numerosas Universidades Nacionales. A partir del año 2003 se han registrado también adhesiones de Universidades Privadas.
Los objetivos de la redUNCI son “Coordinar actividades académicas relacionadas con el perfeccionamiento docente, la actualización curricular y la utilización de recursos compartidos en el apoyo al desarrollo de las carreras de Ciencias de la Computación y/o Informática en Argentina” y “Establecer un marco de colaboración para el desarrollo de las actividades de postgrado en Ciencias de la Computación y/o Informática de modo de optimizar la asignación y el aprovechamiento de recursos”.